# Mokomichi Hayami
Mokomichi Hayami (速水 もこみち?, Hayami Mokomichi; Tokyo, 10 agosto 1984) è un attore giapponese.
Ha iniziato la sua carriera nel mondo dello spettacolo nel 2000.
Ha recitato in dorama di successo, come Densha Otoko, Gokusen 2 e Zettai Kareshi.

## Filmografia

### Televisione
- 37.5 °C no namida (TBS, 2015)
- 5-ji Kara 9-ji Made: Watashi ni Koi Shita Obōsan (Fuji TV, 2015)
- Jigoku sensei Nūbē (2014)
- Kono Sekai no ni Katasumi: Tetsu (NTV, 2011)
- Rebound (serie televisiva): Taiichi Imai (NTV, 2011)
- Hammer Session!: Hachisuka Goro (Otowa n.4) (TBS, 2010)
- Zettai kareshi SP: la Notte Tenjo (Fuji TV, 2009)
- Hajimemashite, aishite imasu (2008)
- Oh! My Girl!: Yamashita Kotaro (NTV, 2008)
- Zettai Kareshi: la Notte Tenjo (Fuji TV, 2008)
- Hataraki Man: Tanaka Kunio (NTV, 2007)
- Jotei: Shiratori Takuya (TV Asahi, 2007, EP8)
- Doubutsu 119: Nakadai Mituya (NTV, 2007)
- Tokyo Tower: Nakagawa Masaya / Boku (Fuji TV, 2007)
- Regatta: Ozawa Makoto (TV Asahi, 2006)
- Teru Teru Ashita (TV Asahi, 2006, EP10)
- Rondo: Kazama Ryugo (TBS, 2006)
- Brother Beat: Sakurai Riku (TBS, 2005)
- Densha otoko (serie televisiva): Keisuke Aoyama (Fuji TV, 2005)
- Gokusen 2: Tsuchiya Hikaru (NTV, 2005)
- Ame to Yume no Ato ni: Hayakawa Hokuto (TV Asahi, 2005)
- Tokyo Wankei (Fuji TV, 2004)
- Yankee bokō ni kaeru: Hideo (TBS, 2003)
- Boku no Mahou Tsukai (NTV, 2003)
- Taiho Shichauzo: Mokomichi (TV Asahi, 2002)

### Cinema
- Gokusen - Il film: Tsuchiya Hikaru (2009)
- Rough (2006)
- Kamen Rider Faiz (555): Paradise Lost (2003)